# DBX-1

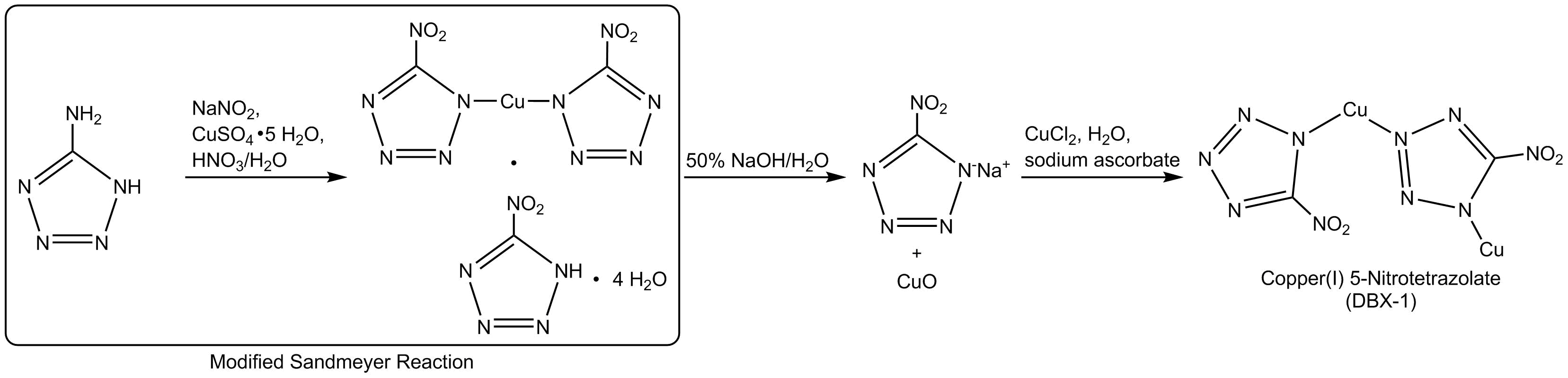
Schéma syntézy DBX-1

DBX-1 (5-nitrotetrazolát měďný) je novou třaskavinou, která je zkoumaná jako jedna z nejvíce pravděpodobných náhrad azidu olovnatého v rozbuškách. Pro relativně vysokou spotřebu azidu olovnatého (v EU kolem 10 tun/ročně se hledá jeho náhrada s menší toxicitou. DBX-1 po výbuchu uvolní měď a to navíc v mnohem menším množství oproti množství více toxického olova při detonaci azidu olovnatého (100–200 mg mědi proti přibližně 500 miligramům olova na jednu rozbušku). DBX-1 je pro svoji výraznou obdobnost ve svých vlastnostech (jako je hustota, iniciační schopnost a mnohé další) zvažovaná jako náhrada azidu olovnatého častěji než jiné třaskaviny.
DBX-1 má podobu oranžových až červených krystalků s hustotou 2,584 g/cm³.
DBX-1 se vyrábí např. reakcí NaNT (sodné soli 5-nitrotetrazolu) s chloridem měďnatým ve vodě za přítomnosti askorbátu sodného.